# Мекюрдянов, Лаврентий Иннокентьевич
Лаврентий Иннокентьевич Мекюрдянов (10 августа 1927 — 23 апреля 1997) — советский танцовщик, солист Саха академического театра имени П. А. Ойунского. Народный артист Якутской АССР (1970).

## Биография и творчество
Лаврентий Мекюрдянов родился в 1927 году в III Баягантайском наслеге Томпонского улуса.
В 1944 году завершил обучение в Крест-Хальджайской семилетней школе. Поступил обучаться на педагогический рабочий факультет города Якутска. С декабря 1944 года начинает свою деятельность артиста в новом Музыкальном театре-студии (хореографическое отделение). В 1948 году, после закрытия театра-студии, был зачислен в основной состав балетной труппы музыкально-драматического театра. С 1950 по 1954 годы служил в рядах Советской Армии. В сезоне 1956-1957 годов был направлен и проходил стажировку в Большой театре в городе Москве. До начала 1970-х годов танцевал разнообразные партии, среди которых были танцевальные и пантомимические. Постоянно принимал участие в хореографических сценах в различных драматических и оперных спектаклях.
С балетной труппой Саха академического театра имени П. А. Ойунского принимал участие в первых гастролях коллектива в Читинскую область и Агинский Бурятский округ. Зрители этих регионов с признанием принимали артиста. В 1968 году в Туве, в городе Кызыле и других населённых пунктах республики с участием Мекюрдянова были проведены Вечера якутской литературы и искусства. В 1971 году были организованы Дни культуры и искусства в Магаданской области. Л. И. Мекюрдянов танцевал ведущие сольные партии во всех этих гастрольных спектаклях. С 1972 года работал старшим методистом-хореографом Дома народного творчества.
Мекюрдянов был одним из инициаторов и организатором ежегодного смотра-конкурса "Танцует Якутия". Ему было доверено право проводить отбор номеров художественной самодеятельности для Вечеров якутской литературы и искусства в Москве и Башкирии в 1982 году. Частов выезжал в различные улусы Якутии для поиска новых мастеров танца.
Лаврентий Мекюрдянов являлся персональным пенсионером, ветераном труда и Великой Отечественной войны.
Среди партий: Бэргэн ("Полевой цветок" Жиркова и Литинского), Вацлав, Фрондосо, Зигфрид; Чупчуруйдан ("Чурумчуку" Батуева), Вожак ("Барышня и хулиган"), Ходор ("Алый платочек" Литинского), Сюллюгэс Беге ("Кюн Куо" Каца), Старый Гриф ("Орлы летят на Север" Комракова) и другие.
Мекюрдянов проживал в Якутске. Умер 23 апреля 1997 года.

## Семья
- Супруга - Александра Дмитриевна Иванова, артистка драматического академического Саха театра.
- Дочь - Майя, танцовщица, преподаватель республиканского хореографического училища.

## Награды и премии
- "Заслуженный артист Якутской АССР" (1962),
- "Народный артист Якутской АССР" (1970),
- медаль «За трудовую доблесть» (1958),
- медаль «За доблестный труд» (1970),
- почётная грамота Президиума Верховного Совета Якутской АССР.

## Память
- В декабре 2000 года именем Лаврентия Мекюрдянова названа музыкальная школа в Крест-Хальджае.